# Никола Борић
Никола Борић (Плитвички Љесковац, 27. новембар 1913) био је официр Југословенске војске, учесник Италијанског покрета отпора и Народноослободилачке борбе и генерал-мајор ЈНА.

## Биографија
Основну школу завршио је у Врховинама, а гимназију полазио у Сремским Карловцима, Кореници и Бањој Луци. Године 1934. завршио је Војну академију југословенске војске.
Априлски рат и капитулација Краљевине Југославије затекли су га као активног поручника. Био је заробљен и одведен у логор у Италију, где се прикључио антифашистичкој организацији и илегално помагао НОБ. Након капитулације Италије успео је побегне из логора и октобра 1943. прикључио се италијанским партизанским јединицама, где је био борац у батаљону „Тито” бригаде „Антонио Грамши”. Био је командир чете, помоћник команданта те командант у Првој тенковској бригади. Марта 1944. прешао је у НОВЈ те је августа исте године постао члан КПЈ.
Након рата завршио је Вишу војну академију ЈНА и био начелник штаба дивизије, заменик начелника управе у Генерлштабу ЈНА и остало. Пензионисан је у чину генерал-мајора 1969. године.
Одликован је Орденом народне армије са златном звездом и другим високим југословенским одликовањима.